# Une histoire roulante

Une histoire roulante est un film français réalisé par Alice Guy en 1906.

## Synopsis
Tel un nouveau Diogène, un clochard a élu domicile dans un tonneau en haut d’une pente herbue. Un camarade de passage le salue et profite d’un instant de repos de son ami pour lui jouer un tour. Il enlève la cale de l’abri de fortune qui commence à dévaler la pente avec son occupant. Un promeneur est renversé, un pique-nique bouleversé et le tonneau se retrouve sur des rails. Il s’immobilise au milieu d’un pont ferroviaire mais une locomotive a vite fait de l’en déloger.

Le tonneau poursuit sa folle course sur une nouvelle pente, dérange un dormeur dans sa sieste et déséquilibre une accorte bicycliste, obligée de rentrer à pied en portant sa machine : une roue est voilée.

Tout se termine au bord d’une rivière dans laquelle échoue le tonneau. Deux bonnes âmes extraient le malheureux vagabond de sa modeste demeure maintenant perdue. Il part vers de nouvelles aventures mais pris de tournis, il ne peut faire deux pas d’affilée sans pirouette et finit par basculer dans une nouvelle pente.

## Fiche technique
- Titre : Une histoire roulante
- Réalisation : Alice Guy
- Société de production : Société L. Gaumont et compagnie
- Pays d'origine :  France
- Genre :  Saynète humoristique
- Durée : 2 minutes
- Date de sortie : 1906
- Licence : Domaine public

## Autour du film
Le film est tourné entièrement en extérieurs.
Au moment de l’arrivée sur les rails, on aperçoit brièvement l’assistant qui pousse en fait le tonneau en principe animé de son seul élan.